# Виходи амфіболітів
Ви́ходи амфіболі́тів — геологічна пам'ятка природи місцевого значення в Саксаганському районі Кривого Рогу (Дніпропетровська область).
Площа 5 га. Оголошена об'єктом природно-заповідного фонду рішенням виконкому Дніпропетровської обласної ради від 14 листопада 1975 № 388-р. Охороняється законом.

## Загальні відомості
Виходи амфіболітів на правому берегу річки Саксагань у районі шахти «Батьківщина», КЗРК. Протяжність 380 м. У межах Криворіжжя існує тільки два значних місця виходів амфіболітів на земну поверхню; ця геологічна пам'ятка — одне з них.

## Характеристика
Являють собою породи темно-зеленого і темно-сірого кольору. Унікальні виходи метабазитів на денну поверхню криворізької серії пори докембрію.

## Галерея

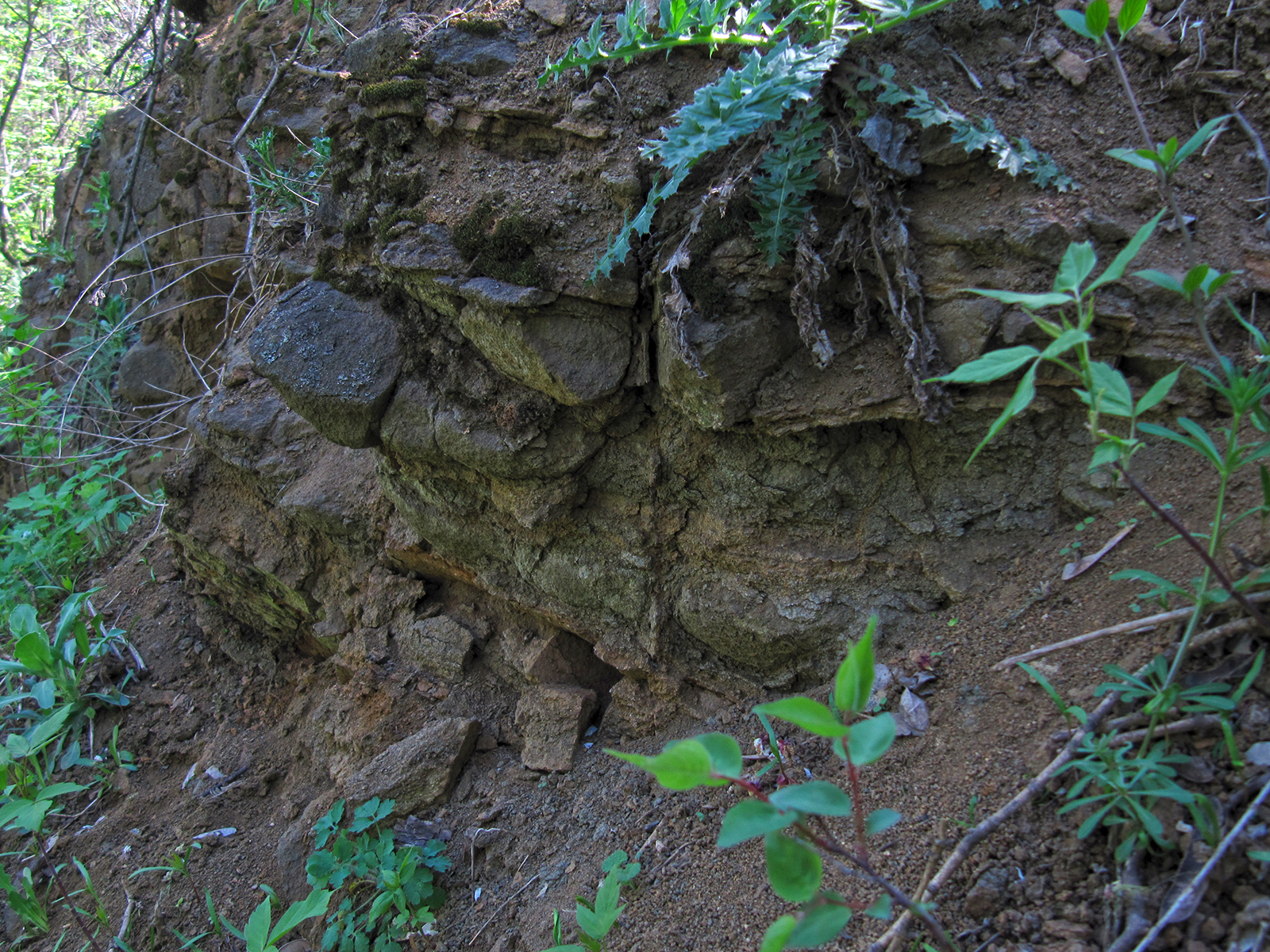
Скелі на березі річки Саксагань — виходи амфібіолітів
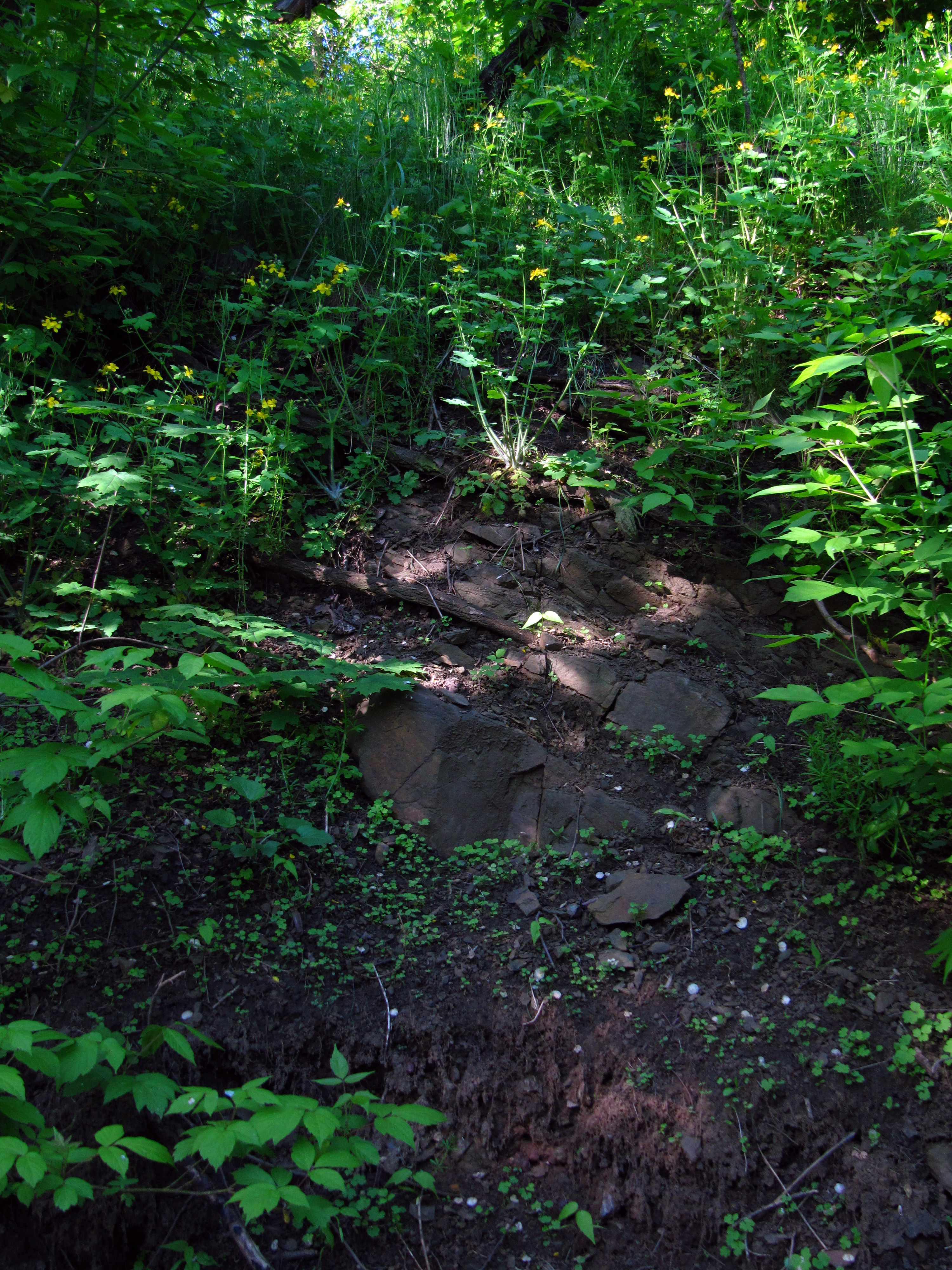
Скельні виходи, нижня частина схилу
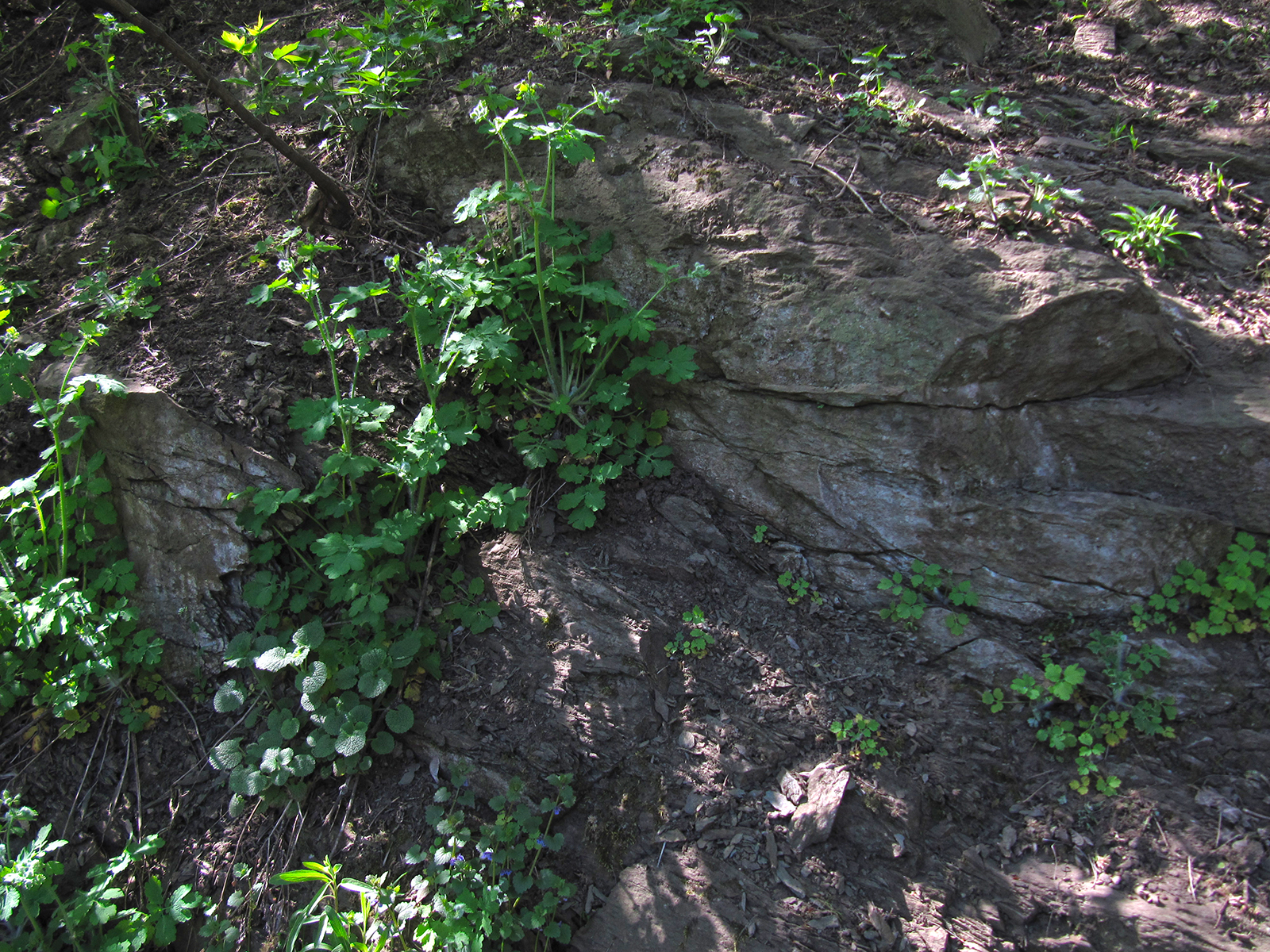
Скелі на березі річки Саксагань — виходи амфібіолітів

Переглянути всю фотогалерею